# Brachymenium jilinense
Brachymenium jilinense är en bladmossart som beskrevs av T. Koponen et al. 1985. Brachymenium jilinense ingår i släktet Brachymenium och familjen Bryaceae. Inga underarter finns listade i Catalogue of Life.